# Eugenia quadrata
Eugenia quadrata là một loài thực vật thuộc họ Myrtaceae. Đây là loài đặc hữu của Malaysia. Chúng hiện đang bị đe dọa vì mất môi trường sống. Plagued by the construction of mini-malls, the Eugenia quadrata population is thought to be a mere four hundred.